# Samu Omorodion
Samuel Omorodion Aghehowa (* 5. Mai 2004 in Melilla) ist ein spanisch-nigerianischer Fußballspieler.

## Karriere

### Verein
Aus der U19 des AD Nervión kommend, ging er im Sommer 2021 in die des FC Granada über. Dort macht er zur Folgesaison den Schritt in deren B-Mannschaft. Nachdem er bereits in der Vorsaison stellenweise schon zum Einsatz gekommen war, folgten 29 weitere Einsätze wie auch 14 Tore in dieser Saison in der Segunda Federación. Es folgte zur Saison 2023/24 sein Wechsel zur ersten Mannschaft, für die er gleich am ersten Spieltag bei einer 1:3-Niederlage gegen Atlético Madrid auch in der Startelf stand. Mit dem zwischenzeitlichen 1:1 nach Vorlage von Gonzalo Villar erzielte er zudem das einzige Tor seiner Mannschaft in dieser Partie. In der 82. Minute wurde er für Bryan Zaragoza ausgewechselt. Gut eine Woche später wechselte er für eine Ablöse von 6 Mio. € zu dem Hauptstadtklub, gegen den er kurz zuvor erst gespielt hatte. Für den Rest der Saison 2023/24 wurde er von diesem aber erst einmal an Deportivo Alavés verliehen, für die er in LaLiga in 34 Partien acht Tore erzielte.
Im August 2024 wechselte er zum FC Porto und unterschrieb dort einen Vertrag bis 2029.

### Nationalmannschaft
Von Mai bis Juli 2023 kam er für die spanische U19-Nationalmannschaft zum Einsatz und war in dieser Zeit auch bei der Europameisterschaft 2023 aktiv, bei welcher er mit seinem Team das Halbfinale erreichte. Seit September 2023 kommt er für die spanische U21 vornehmlich in EM-Qualifikationsspielen zum Einsatz.
Für die Olympischen Spiele 2024 in Paris wurde er für den spanischen Olympiakader nominiert und kam hier auch gleich im ersten Gruppenspiel zum Einsatz, als er zur 87. Minute für Abel Ruiz eingewechselt wurde. Er gewann mit seiner Mannschaft die Goldmedaille.

## Titel
- Olympiasieger: 2024